# VFA-22
22ème Escadron de chasseur d'attaque
Le Strike Fighter Squadron 22 (STRKFITRON 22 ou VFA-22), connu sous le nom de "Fighting Redcocks", est un escadron de chasseur d'attaque F/A-18F Super Hornet de l'US Navy stationné à la Naval Air Station Lemoore, en Californie. Leur code de queue est AA et leur indicatif radio alterne entre Beef et Beef Eater. Il est actuellement affecté au Carrier Air Wing Seventeen (CVW-17) à bord du porte-avions nucléaire USS Nimitz (CVN-68).

## Historique

### Origine
L'escadron a été créé à l'origine sous le nom de Fighter Squadron 63 (VF-63) à la Naval Air Station Norfolk, en Virginie le 28 juillet 1948. Il a ensuite été renommé Attack Squadron 63 (VA-63) en mars 1956 et redésigné comme Attack Squadron 22 (VA-22) le 1er juillet 1959. L'escadron a pris le nom de Strike Fighter Squadron 22 (VFA-22) le 4 mai 1990.

## Service

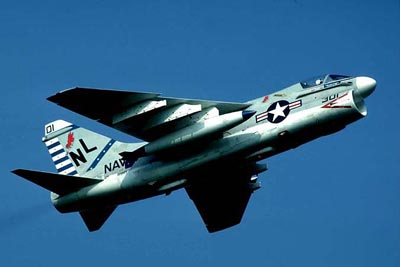
A-7E Corsair II du VA-22 dans les années 1970

L'escadron a initialement piloté le F8F Bearcat, puis le F4U Corsair, le F9F Panther, le F9 Cougar, le FJ-4 Fury, le A-4 Skyhawk, le A-7 Corsair II et le F/A-18C Hornet. 
Aujourd'hui, les 220 hommes et femmes enrôlés et les 40 officiers du VFA-22 sont basés à NAS Lemoore, en Californie, et pilotent le biplace F/A-18F Super Hornet.

### Années 1960-70
Durant cette époque, l'escadron est d'abord affecté au Carrier Air Wing Two (CVW-2) a effectué trois déploiements de combat pendant la guerre de Corée et six déploiements de combat pendant la guerre du Vietnam, où il a participé à l' Operation Pocket Money (en) (1972).
Puis il est affecté au Carrier Air Wing Fifteen (CVW-15) à bord de l'USS Coral Sea (CV-43) (1971 à 1977).

### Années 1980-1990

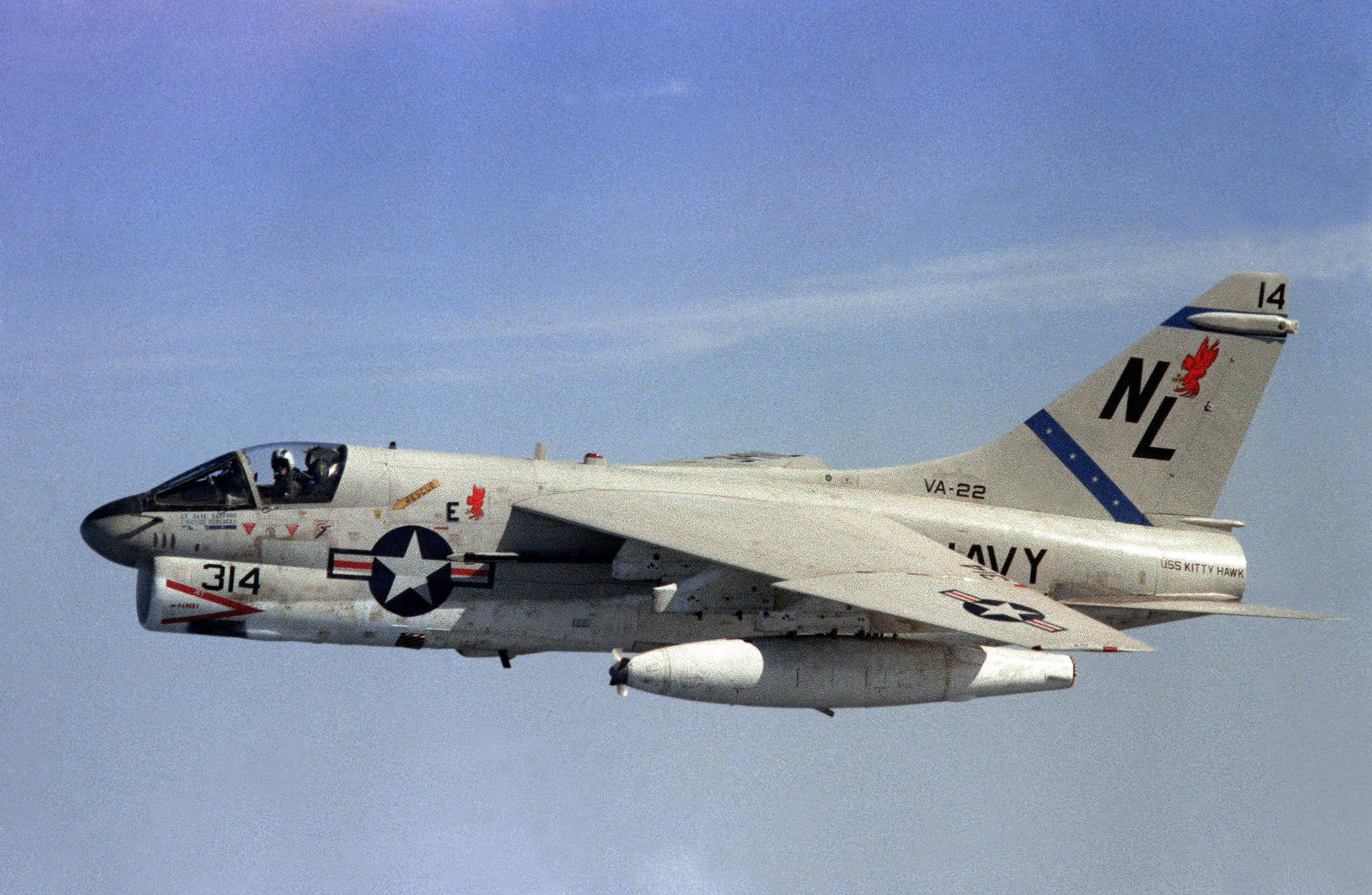
A-7E Corsair II du VA-22 stationné à bord de l'USS Kitty Hawk en 1981

Au début des années 1980, le VA-22 et le CVW-15 sont embarqués à bord de l'USS Kitty Hawk (CV-63) (1980-1981). Puis l'escadron est affecté au Carrier Air Wing Eleven (CVW-11) à bord de l'USS Enterprise (CVN-65) pour sept déploiements (1982 à 1990). En 1988, dans le golfe Persique, le VA-22 participe à l'Opération Praying Mantis. 
Ayant pris le nom de VFA-22 en 1990, il effectue au sein du CVW-11 six déploiements à bord de l'USS Abraham Lincoln (CVN-72) (1991 à 1995), puis un déploiement sur l'USS Kitty Hawk (1996-97) et deux sur l'USS Carl Vinson (CVN-70) (1998 et 1999). En 1993, il participe à l'Opération Southern Watch en Somalie et à la Force d'intervention unifiée et, en 1998 à l'Opération Desert Fox.

### Années 2000-2010

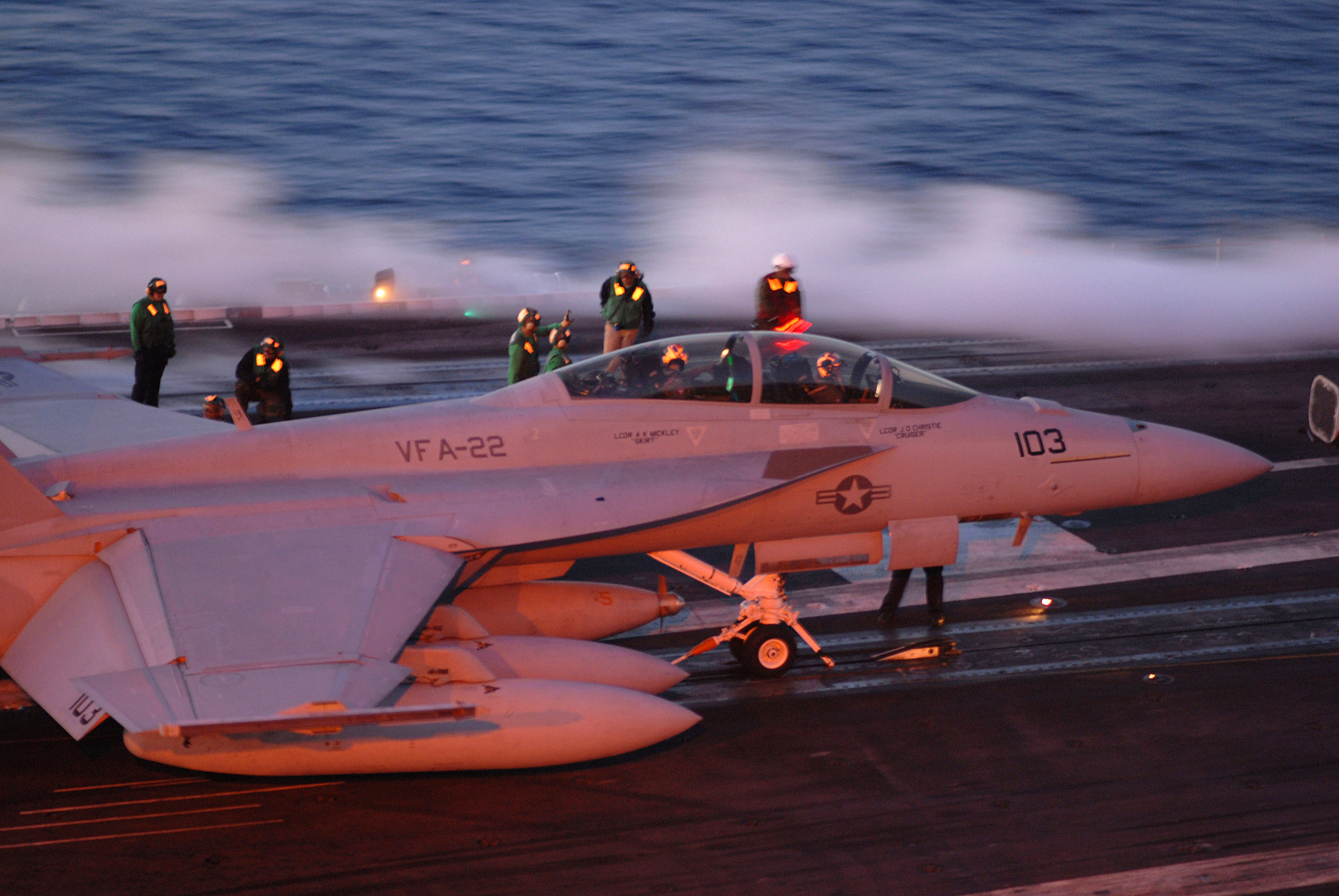
F/A-18F Super Hornet du VFA-22 se prépare à être lancé depuis l'USS Ronald Reagan en 2007

En 2001, le VFA-22 avec le CVW-11 opérant à partir de l'USS Carl Vinson a effectué des frappes contre les talibans et les forces d'Al-Qaïda en Afghanistan à l'appui de l'Opération Enduring Freedom. En 2003, le VFA-22 avec le Carrier Air Wing Nine (CVW-9) à bord du Carl Vinson dans le Pacifique occidental est à l'appui de la guerre contre le terrorisme. 
De 2006 à 2009, le VFA-22 se déploie quatre fois avec le Carrier Air Wing Fourteen 'CVW-14)14 à bord de l'USS Ronald Reagan (CVN-76) dans le Pacifique à l'appui de la guerre mondiale contre le terrorisme.
De 2010 à 2015, le VFA-22 est transféré au Carrier Air Wing Seventeen (CVW-17) et effectue trois déploiements avec l'USS Carl Vinson. En 2017, l'escadron embarque sur l'USS Theodore Roosevelt (CVN-71) et en 2020 sur l'USS Nimitz (CVN-68) 